# Tony Soper
Tony Soper (Southampton, 10 gennaio 1929 – 18 settembre 2024) è stato un ornitologo, naturalista e conduttore televisivo britannico.

## Biografia
Tony Soper fu il cofondatore della Natural History Unit della BBC, di cui fu anche il primo produttore. Presentò programmi televisivi dal vivo, tra cui Birdwatch, Discovering Birds, Beside the Sea, Wildtrack, Nature.
Con Desmond Hawkins, fu il primo a portare Peter Scott in televisione.
Negli anni '60, insieme a Johnny Morris, presentò il programma televisivo per bambini della BBC, Animal Magic; condusse in seguito alcuni programmi per National Geographic.
Fu titolare di una licenza di Yachtmaster britannica, e fu un esperto subacqueo, qualificato per immersioni ad aria compressa, a ossigeno e da palombaro.
Un episodio singolo di Wildtrack è disponibile come contenuto aggiuntivo sul DVD di Life on Earth.
Fu autore di varie pubblicazioni naturalistiche, alcune delle quali tradotte in altre lingue. 
In italiano è disponibile La gabbia senza sbarre. Come diventare amici degli uccelli selvatici (prefazione di Fulco Pratesi), pubblicato nel 1990 nella collana Biblioteca Universale Rizzoli, traduzione di The Bird Table Book del 1966. Il libro è dedicato al rapporto con gli animali selvatici (soprattutto uccelli e pipistrelli, ma anche piccoli mammiferi terricoli come il riccio), e sui modi di aiutarli, proteggerli e osservarli lasciandoli in libertà, offrendo loro ricovero e nutrimento attraverso mangiatoie, tane e nidi artificiali e bat-box da realizzare e collocare nel giardino o sul balcone di casa.
Agli stessi argomenti è dedicata la guida Come nutrire gli uccelli selvatici intorno a voi e proteggerli dalle intemperie, uscito per Zanichelli nel 1996.

## Vita privata
Nel 1971 si sposò con Hilary Brooke, geografa e pittrice, con cui ebbe due figli.

## Opere principali
- Wildlife Begins at Home (1975)
- Everyday Birds (1976)
- (con John Sparks), Penguins (1987)
- (con John Sparks), Owls (1995)
- Antarctica: A Guide to the Wildlife (2000)
- The Arctic: A Guide to Coastal Wildlife (2001)
- The Bird Table Book (1966/2006, diverse edizioni)
- Wildlife of the North Atlantic (2008)

### Opere tradotte in italiano
- La gabbia senza sbarre. Come diventare amici degli uccelli selvatici, prefazione di Fulco Pratesi, coll. BUR, Rizzoli, 1990 ISBN 88-17-13757-X

- Come nutrire gli uccelli selvatici intorno a voi e proteggerli dalle intemperie, collana Guide natura, Zanichelli, 1996 ISBN 9788808091161